# محمد أيوب خان (أمير أفغانستان)
محمد أيوب خان هو أمير أفغانستان من 1879م إلى 1880 م.
هو محمد أيوب خان بن شير علي خان بن دوست محمد خان تولى إمارة أفغانستان عام 1879م . يعرف أيضا بلقب الغازي، وكان أيضا زعيم الأفغان في الحرب الإنجليزية الأفغانية الثانية . وهو يتذكر اليوم كبطل قومي لأفغانستان . خلع أخاه محمد يعقوب خان بسبب رغبة محمد يعقوب خان التنازل عن شؤون أفغانستان الخارجية لمصلحة بريطانيا .وتوفي عام 1914 م ودفن في بيشاور .